# Farpener Stausee
Koordinaten: 53° 57′ 46″ N, 11° 33′ 8″ O

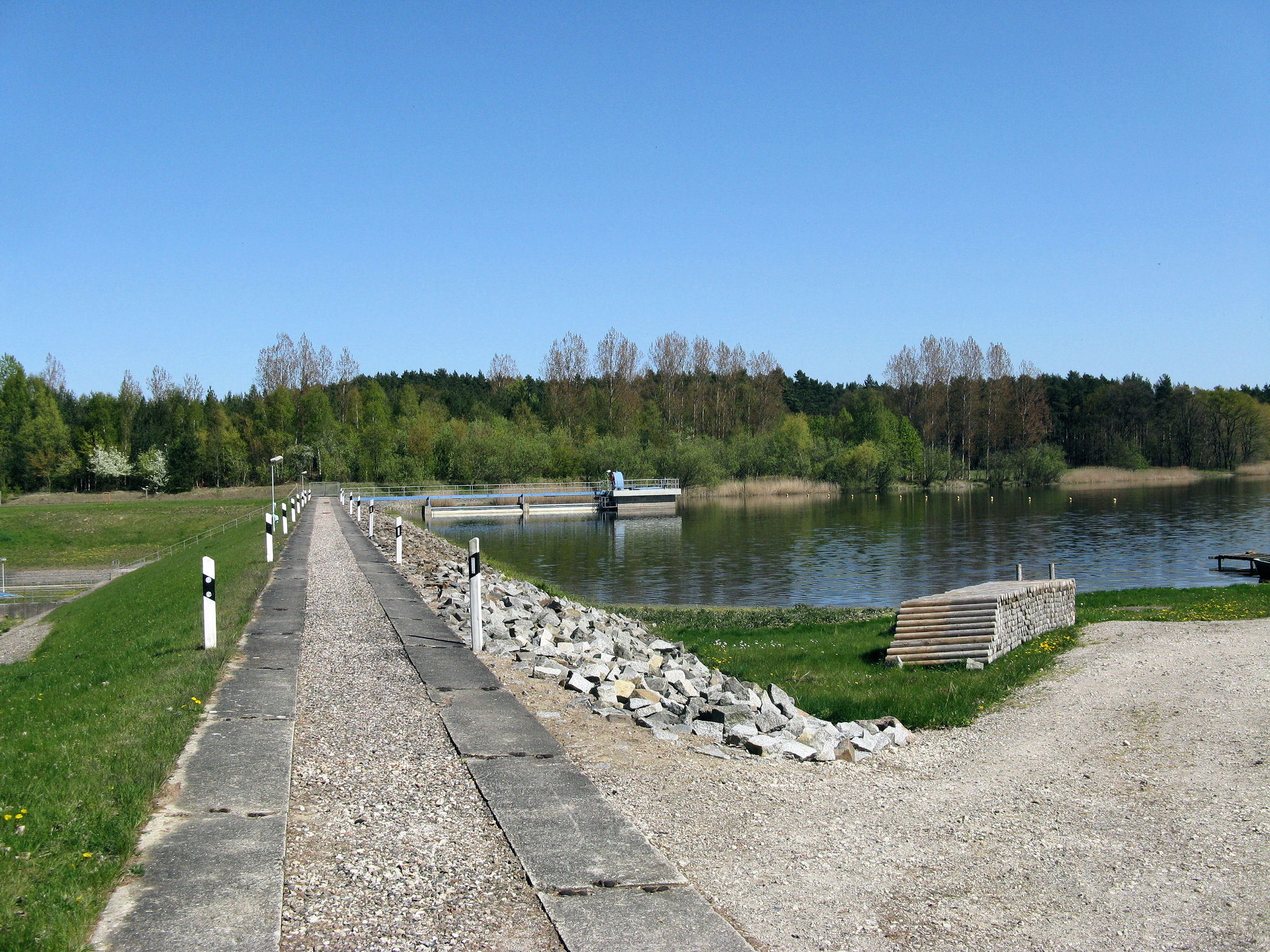
Staudamm bei Alt Farpen

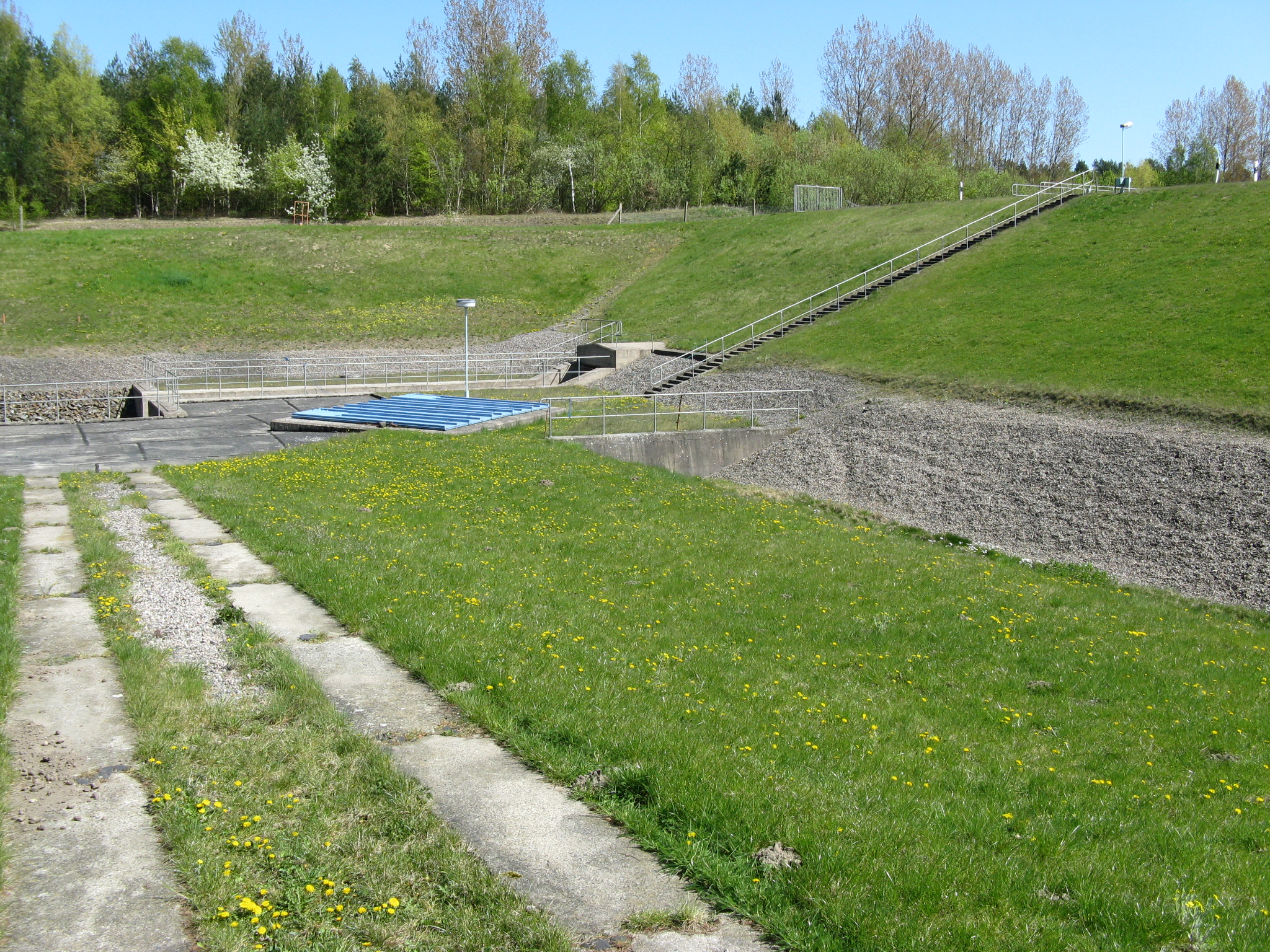
Abfluss unterhalb des Damms

Der Farpener Stausee oder die Talsperre Farpen ist eine Talsperre im Nordwesten Mecklenburg-Vorpommerns etwa zehn Kilometer nordöstlich von Wismar.
Der sich in drei Richtungen gliedernde, gabelförmige Stausee besitzt eine Größe von 47 Hektar. Er befindet sich innerhalb der Gemeindegebiete von Blowatz und Neuburg im Landkreis Nordwestmecklenburg. Nahe dem Staudamm, am Nordwestende des Sees, liegt der Blowatzer Ortsteil Alt Farpen. Neuburg und dessen Ortsteil Neu Farpen liegen südlich des Gewässers.
Die Talsperre wurde zwischen 1976 und 1978 zur landwirtschaftlichen Bewässerung errichtet. Laut mehreren Quellen wird der Farpener Bach angestaut. In den digitalen Karten des Geodatenportals MV tragen die Zuflüsse im Süden und Nordosten keine Namen und der Abfluss im Nordwesten ist als Plastbach bezeichnet, der in seinem Lauf in den Faulen Bach übergeht und in den Breitling der Wismarer Bucht mündet. Die mittlere Wasserspiegelhöhe des Stausees ist mit 14,2 m ü. NHN angegeben. Die mittlere Tiefe beträgt etwa 1,3 Meter. Der Stausee ist zu großen Teilen von Wäldern umgeben.
Die Angaben zum Wasservolumen schwanken zwischen 0,8 und 1,2 Millionen Kubikmetern.
In Mecklenburg-Vorpommern gibt es neben dem Farpener Stausee nur wenige weitere offene Wasserspeicher, unter anderem die Talsperre Brohm, den als Speicher genutzten Andershofer Teich sowie den Kleinspeicher Kemnitzerhagen.